# Friedenskirche (Frankfurt-Gallus)

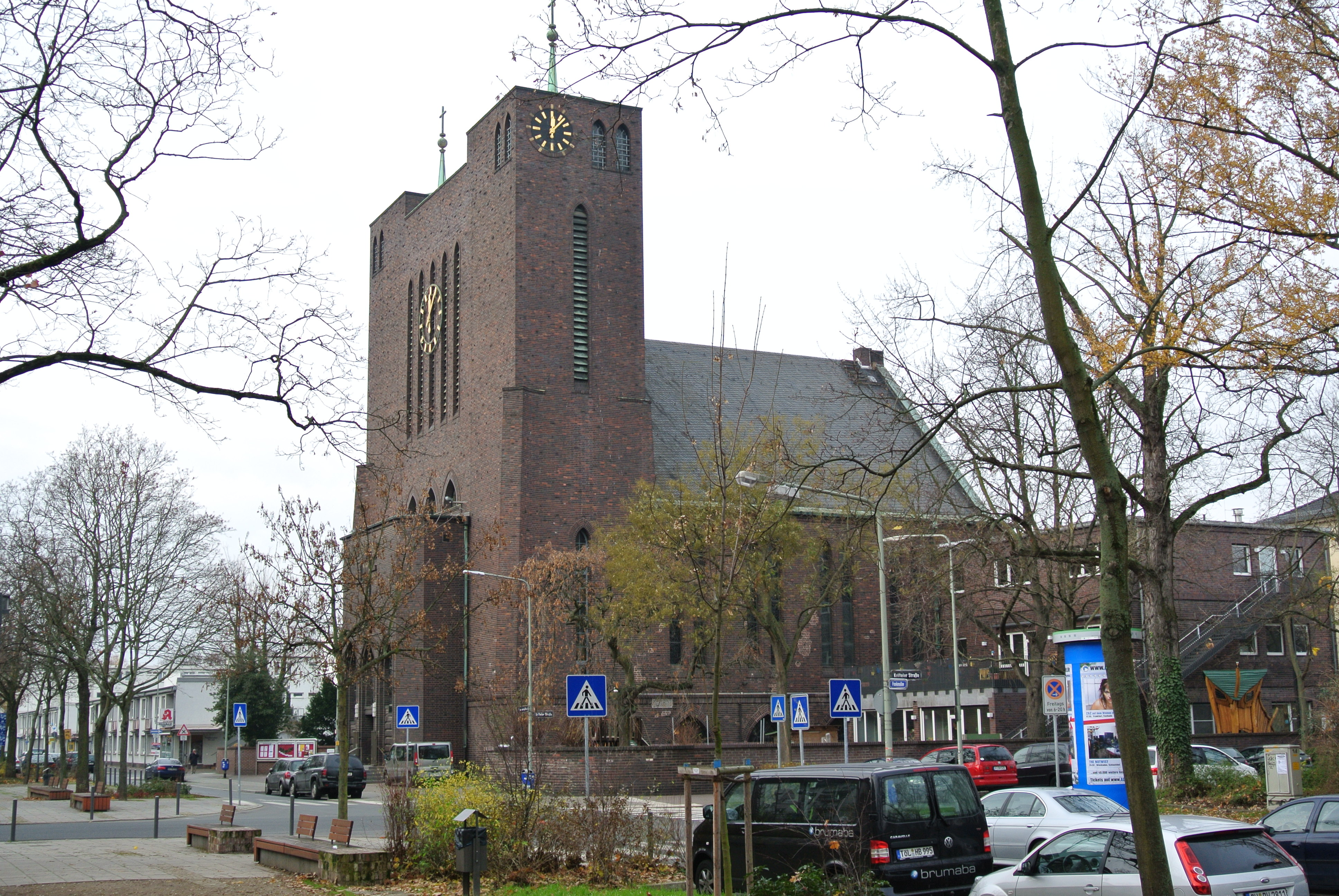
Friedenskirche

Die evangelische Friedenskirche befindet sich im Frankfurter Stadtteil Gallus und ist das Gotteshaus der Evangelischen Kirchengemeinde Frieden und Versöhnung, die zur Evangelischen Kirche in Hessen und Nassau gehört. Das Gebäude ist ein Baudenkmal im Stil des Backsteinexpressionismus.

## Geschichte
Das Gallusviertel entwickelte sich Ende des 19. Jahrhunderts zu einem innenstadtnahen gründerzeitlichen Wohnquartier. Für die Seelsorge der evangelischen Bewohner stand seit 1903 die am Rande zum benachbarten Westend befindliche Matthäuskirche sowie zeitweise die Friedens-Wanderkirche zur Verfügung. Die demontable, hölzerne Wanderkirche befand sich zunächst in der Niddastraße im ebenfalls angrenzenden Bahnhofsviertel und wurde später in der Hufnagelstraße im Gallus aufgebaut. Sie war nach dem Frankfurter Frieden von 1871 benannt worden. Im Jahr 1909 wurde für das Gallus aus einem Teilgebiet der Matthäusgemeinde die neue Friedensgemeinde gegründet und nach der zwischenzeitlich wieder abgebauten Friedens-Wanderkirche benannt. Heutzutage verbindet man mit dem Namen der Gemeinde auch die theologische Botschaft wie sie unter anderem im Neuen Testament in 1. Korinther 14,33 zu finden ist: Gott des Friedens.
Für den Neubau der Kirche wurde ein Grundstück an der Frankenallee ausgewählt und 1911 ein erster Architektenwettbewerb ausgelobt. Der Erste Weltkrieg beendete zunächst das Projekt. 1923 führte man erneut einen Architektenwettbewerb durch. Aufgrund der Erkenntnisse aus den früheren Entwürfen gab man den Teilnehmern auf, dass der „Kirchturm für die Frankenallee ein beherrschendes Wahrzeichen“ bilden solle. Der zweite Preisträger, Karl Blattner, erfüllte die Vorgabe und wurde mit der Ausführung beauftragt. Mit dem Bau der Friedenskirche wurde 1925 begonnen und am 11. März 1928 die Einweihung gefeiert.
Im Zweiten Weltkrieg wurde das Gebäude bei den Bombenangriffen im März 1944 stark beschädigt. Bereits kurz nach Kriegsende errichtete man in den Ruinen ein Dach und in der Unterkirche einen behelfsmäßigen Kirchsaal. Der Wiederaufbau der Friedenskirche erfolgte durch den Architekten Hans Bartholmes und konnte 1953 abgeschlossen werden.

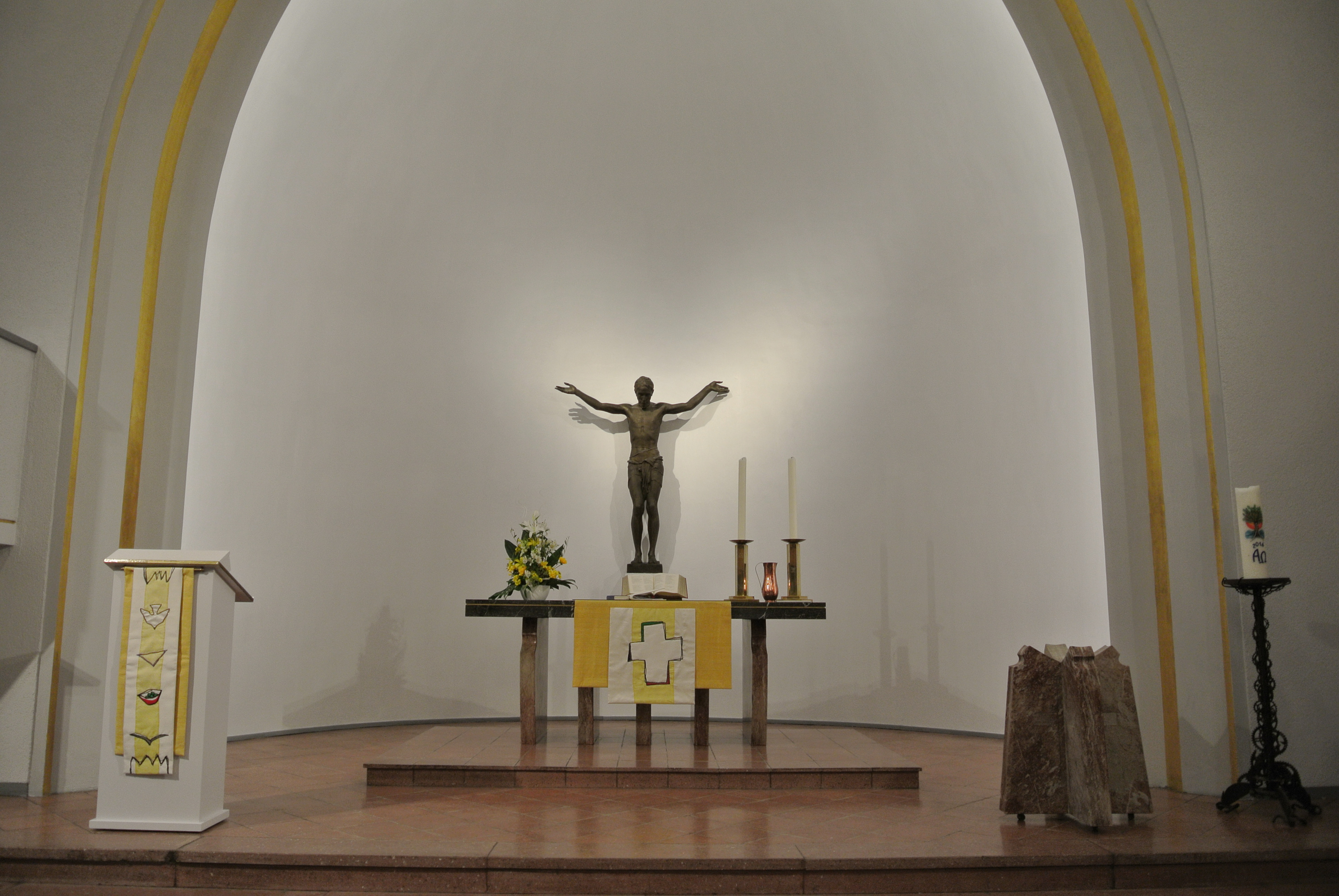
Altarraum

## Architektur
Die Friedenskirche befindet sich in der Frankenallee an der Ecke zur Krifteler Straße. Die Grundfläche der nach Norden gerichteten Kirche beträgt etwa 28 Meter in der Länge und knapp 24 Meter in der Breite. Der Eingang liegt im Süden an der Frankenallee, einer der Haupterschließungsstraßen des Quartiers.
Die massige Front mit Vorbau und zwei Türmen gibt der Kirche die seinerzeit gewünschte Dominanz und prägt auch heute noch das Ortsbild. Die Klinkerbauweise bestimmt die Architektur der Friedenskirche und führt zu dem ausdrucksstarken, expressionistischen Erscheinungsbild. Es war zeittypisch und findet sich auch bei zahlreichen anderen Sakral- und Gewerbebauten der 1920er Jahre wie beispielsweise: St. Bonifatius, Hoechst-Verwaltungsgebäude, Chilehaus und Kirche am Hohenzollernplatz. Der Backsteinexpressionismus entstand zeitlich parallel zur neu-sachlichen Architektur des Bauhauses.
Die gestalterischen Bezüge der Friedenskirche sind vielfältig. Die monumentale Turmwand erinnert an den Westbau norddeutscher Backsteinkirchen. Das Material passt sich zudem den Industriebauten der Umgebung an. Pfarrhaus und Kindergarten befinden sich in Anbauten beidseits der Kirche. Der Gemeindesaal liegt unter dem Kirchenraum. Trotz der Modernität der Architektur erinnern die Dach- und Fenstergestaltung dennoch an die Formensprache des Historismus.
Die Gestaltung des Innenraums wurde nicht mehr nach dem Wiesbadener Programm vorgenommen. Vielmehr ist der Raum gerichtet und zielt auf den wuchtigen Altarblock und die bronzene Christurgestalt in der flachen, spitzbogigen Altarnische. Die Christusstatue wurde 1928 von Richard Scheibe geschaffen und stellt den segnenden Christus dar.
Mit dem Wiederaufbau erhielt die Kirche Buntglasfenster nach Entwürfen des Kunstmalers Hans Heinrich Adam, die von Bernd Gossel hergestellt wurden. Sie thematisieren die christlichen Feiertage Weihnachten, Karfreitag, Ostern und Pfingsten.
Die Orgel aus dem Jahr 1953 mit ursprünglich 18 Registern wurde vom Orgelbauer Balthasar Conrad Euler hergestellt und 1963 von Förster & Nicolaus Orgelbau um vier Register erweitert. 1981 schuf Rudolf von Beckerath Orgelbau ein neues Instrument mit 25 Registern und zwei Manualen.
Die Friedenskirche verfügt über vier Glocken.
| Nr. | Nominal | Gewicht | Jahr | Gießerei        | Spruch         |
| 1   | c1      | 1150 kg | 1957 | Bochumer Verein | Gottesglocke   |
| 2   | es1     | 1050 kg | 1957 | Bochumer Verein | Christusglocke |
| 3   | f1      | 550 kg  | 1957 | Bochumer Verein | Gemeindeglocke |
| 4   | g1      | 750 kg  | 1927 | Rincker         | Gebetsglocke   |